# Henutsen
Henutsen ist der Name einer altägyptischen Königin, welche die zweite Ehefrau von König (Pharao) Cheops in der 4. Dynastie während des Alten Reiches war.

## Familie
Es ist unbekannt, wessen Tochter Henutsen war. Die Inschrift der sog. Inventar-Stele aus der 26. Dynastie bezeichnet sie als „Tochter des Königs“ Cheops, was jedoch angezweifelt wird. Es wäre zwar nicht ungewöhnlich, dass ein Pharao seine eigene Tochter heiratet, doch zeitgenössische Inschriften geben dies nicht her. Henutsen war dagegen mit einiger Wahrscheinlichkeit Cheops’ Gemahlin und die Mutter von Chephren, Chaefchufu (sofern dieser nicht mit Chephren identisch ist) und Minchaef. Diese Einschätzung wird zwar innerhalb der Ägyptologie mehrheitlich begrüßt. Sie wird aber auch weiterhin mit Vorsicht betrachtet, weil es eben keine zeitgenössischen Grabinschriften gibt, die ihren Namen explizit neben Titeln wie zum Beispiel „Königsgemahlin“ und/oder „Leibliche Tochter des Cheops“ in einem Atemzug nennen. Henutsen scheint auch Töchter gehabt zu haben, doch deren Namen sind nicht überliefert. In den Mastabas ihrer mutmaßlichen Kinder wird eine ältliche Dame im hautengen Kleid und mit geflecktem Schulterüberwurf abgebildet, die erwachsene Kinder grüßt oder umarmt. Kurioserweise wird die abgebildete Dame auch hier nie bei ihrem Namen genannt (er wurde posthum zerstört), was eine endgültige und sichere Zuweisung erschwert.

## Namensbelege und Titel
Henutsen wird namentlich bislang nur auf der Inventar-Stele erwähnt. In ihrem Grab und in den Grabinschriften ihrer Söhne ist ihr Name zerstört. Sollten die bisherigen Zuweisungen zutreffen, dann trug Henutsen zu Lebzeiten folgende Titel:
- Sat-nesu („Tochter des König“, „Prinzessin“)
- Maat-Heru-Setech („Die den Horus und Seth schauen darf“, „Königsgemahlin“)

Wie bereits erwähnt, wird der Titel als „Königstochter“ hinterfragt. Der Titel „Die den Horus und Seth schauen darf“ ist jedoch für sie sicher nachgewiesen. Er ist seit der 1. Dynastie in verkürzter Form belegt, wurde im Alten Reich immer seltener und war exklusiv den Königsgemahlinnen vorbehalten.

## Grab
Ihr Grab ist möglicherweise die Pyramide G1-c, die dritte der drei Nebenpyramiden in der Nekropole des Cheops in Gizeh. Ihre Verkleidung blieb laut George Andrew Reisner unvollendet. Der zugehörige Totentempel war während der Regierung des Schepseskaf eilig aus Lehmziegeln errichtet worden. Er lag bereits am Ende des Mittleren Reiches in Trümmern. Während der 18. Dynastie wurde er restauriert und vergrößert und in der 21. und 26. Dynastie weiter ausgebaut. Die Tempelanlage wurde anschließend laut der Inventar-Stele der Göttin Isis geweiht und trug als ihre Kultstätte nun die Bezeichnung „Tempel der Isis, Herrin der Pyramide“.